# Селайя, Нельсон
Не́льсон Фа́биан Села́йя Рами́рес (исп. Nelson Fabián Zelaya Ramírez; род. 9 июля 1973, Асунсьон, Парагвай) — парагвайский футболист, выступавший на позиции защитника. Обладатель Кубка Либертадорес.

## Клубная карьера
Селайя начал карьеру в столичной «Олимпии». В 1996 году он дебютировал в парагвайской Примере. В своем втором сезоне он выиграл чемпионат Парагвая. В составе «Олимпии» он стал четырёх кратным чемпионом выиграв первенство Парагвая ещё три раза подряд. В 2001 году Нельсон выступал за «Серро Портеньо» в составе которого он стал чемпионом в пятый раз. В 2002 году он вернулся в «Олимпию» и выиграл с ней Кубок Либертадорес. Сезон 2002/2003 Селайя провел в испанском «Рекреативо», но уже летом вернулся в «Олимпию» в третий раз и помог ей выиграть Рекопа Южной Америки. После столичной команды Селайя в переменным успехом выступал за «Насьональ», чилийский «Универсидад Косепсьон», венесуэльский «Эстудиантес де Мерида» и в 2006 году он завершил карьеру футболиста в боливийском «Стронгест».

## Международная карьера
В 2000 году Сейлая дебютировал за сборную Парагвая. За национальную команду он выступал до 2002 года и провел 7 встреч.

## Достижения
Командные
 «Олимпия Асунсьон»
- Чемпионат Парагвая по футболу —— 1997
- Чемпионат Парагвая по футболу —— 1998
- Чемпионат Парагвая по футболу —— 1999
- Чемпионат Парагвая по футболу —— 2000
- Обладатель Кубка Либертадорес —— 2002
- Обладатель Рекопа Южной Америки —— 2003

 «Серро Портеньо»
- Чемпионат Парагвая по футболу —— 2001